# Перегузня
Перегузня (Vormela Blasius, 1884) — рід хижих ссавців родини мустелових (Mustelidae). Згідно з Fossilworks, окрім сучасного виду (Vormela peregusna) рід містить викопного †Vormela beremendensis Pertényi 1864 (syn. Vormela petenyii Kretzoi, 1942). 
Перегузня беремендська (V. beremendensis) (від угорського села Beremend) розглядається як безпосередній попередник V. peregusna, якого він дуже нагадує як за розмірами, так і за морфологією зубів. Зазначається, що голова дещо вужча у викопного виду. Вид відомий з п'яченського ярусу, віллафранкського ярусу й раннього середнього плейстоцену в Угорщині та Польщі. Ймовірно перегузня беремендська як і її живий нащадок, була степовою твариною, яка полювала на рийних гризунів. 
Походження роду Vormela остаточно невизначене. Найімовірніше, роди Ictonyx, †Baranogale і Vormela еволюціонували від спільного предка порівняно пізно у третинному періоді.

## Таксономія
Перегузня — найбільш відокремлений рід тхорів у складі фауни України (і загалом Європи), якого запропоновано разом з африканськими родами Zorilla, Poecilictis, Poecilogale виокремити у підродину Zorillinae (Абелєнцев, 1968) з типовим родом Zorilla Goeffroy, 1826 (=Ictonyx Kaup). Надалі перегузню віднесли до триби Ictonychini Pocock, 1922 (Павлинов, Россолимо, 1987) або триби Zorillini (Аристов, Барышников, 2001) у склад підродини Mustelinae (Загороднюк, 2001, Аристов, Барышников, 2001, Wilson, Reeder, 2005) і тепер — у склад підродини Ictonychinae Pocock, 1921 (Nascimento 2014).
У фауні України і Європи загалом рід представлений одним сучасним видом — перегузня звичайна (Vormela peregusna (Güldenstaedt, 1770)).

## Морфологія
Відмінності перегузні від інших родів тхоревих фауни України і суміжних країн за зовнішньою морфологією пов'язані з унікальним для тхоревих строкатим забарвленням. За морфологією черепа перегузню можна відрізними за таким набором ознак: 
1) Розміри середні: CBL 50–65 мм. Крилоподібні кістки не мають вільних відростків, і останні зрощені зі слуховим барабаном кістковою перемичкою. Міжорбітальний проміжок відносно вузький, і мозкова капсула виглядає майже строго ромбоподібною. Нижній хижий зуб (M1) має додатковий горбок на передньо-внутрішній поверхні. Вершина вінцевого відростка нижньої щелепи закруглена. 
>>> Vormela
2) Розміри дуже різні: CBL від 30 до 170 мм. Крилоподібні кістки закінчуються вільними відростками, які не зростаються зі слуховим барабаном. Міжорбітальний проміжок широкий, і мозкова капсула має округлий передній край. Нижній хижий зуб (M1) без додаткового горбка на передньо-внутрішній поверхні. Вершина вінцевого відростка нижньої щелепи трикутної форми, гостровершинна. 
>>> Meles, Gulo, Martes, Mustela.